# 洪其紳
洪其紳（?—?），字敬書，號敬山，贵州玉屏人，清朝政治人物，同進士出身。

## 生平
乾隆三十五年（1770年）庚寅恩科贵州乡试第一名举人（解元），乾隆四十三年（1778年）戊戌科三甲二十二名進士。选翰林院庶吉士，散館授檢討，改刑部主事，官至浙江杭州府知府。著有《易通》六卷。